# (217) Eudora
Pour les articles homonymes, voir Eudora.
(217) Eudora est un astéroïde de la ceinture principale découvert par J. Coggia le 30 août 1880.
Cet astéroïde est nommé d'après Eudora, une des Hyades.